# Finala Ligii Campionilor 2017
Finala Ligii Campionilor 2017 a fost ultimul meci al turneului european organizat de UEFA (Liga Campionilor 2016-17). 
Aceasta a fost jucată pe Millennium Stadium din Cardiff , Țara Galilor pe 3 iunie 2017  între echipa italiană Juventus și echipa spaniolă Real Madrid , într-o repetare a finalei 1998. Real Madrid a câștigat meciul cu 4-1, scor ce a asigurat câștigarea celui de-al 12-lea trofeu, în timp ce Juventus a pierdut pentru a 7-a oară în istorie, o finală de Liga Campionilor.
Real Madrid a câștigat dreptul de a juca împotriva câștigătoarei 2016-17 UEFA Europa League , Manchester United , în Supercupa Europei 2017 . Ei au devenit astfel prima echipă care a reușit să-și apere titlul în epoca Ligii Campionilor,și , de asemenea s-au calificat pentru a intra în semifinalele Campionatul Mondial al Cluburilor FIFA 2017 ca reprezentantul UEFA.
Câștigătoarea Ligii Campionilor 2016-17 va participa automat la Supercupa Europei 2017, urmând a juca împotriva câștigătoarei  UEFA Europa League 2016-17, respectiv Manchester United. Pe lângă această ocazie de a participa la Supercupa Europei 2017, Real Madrid  va juca în semifinalele Campionatului Mondial al Cluburilor 2017.

## Stadion

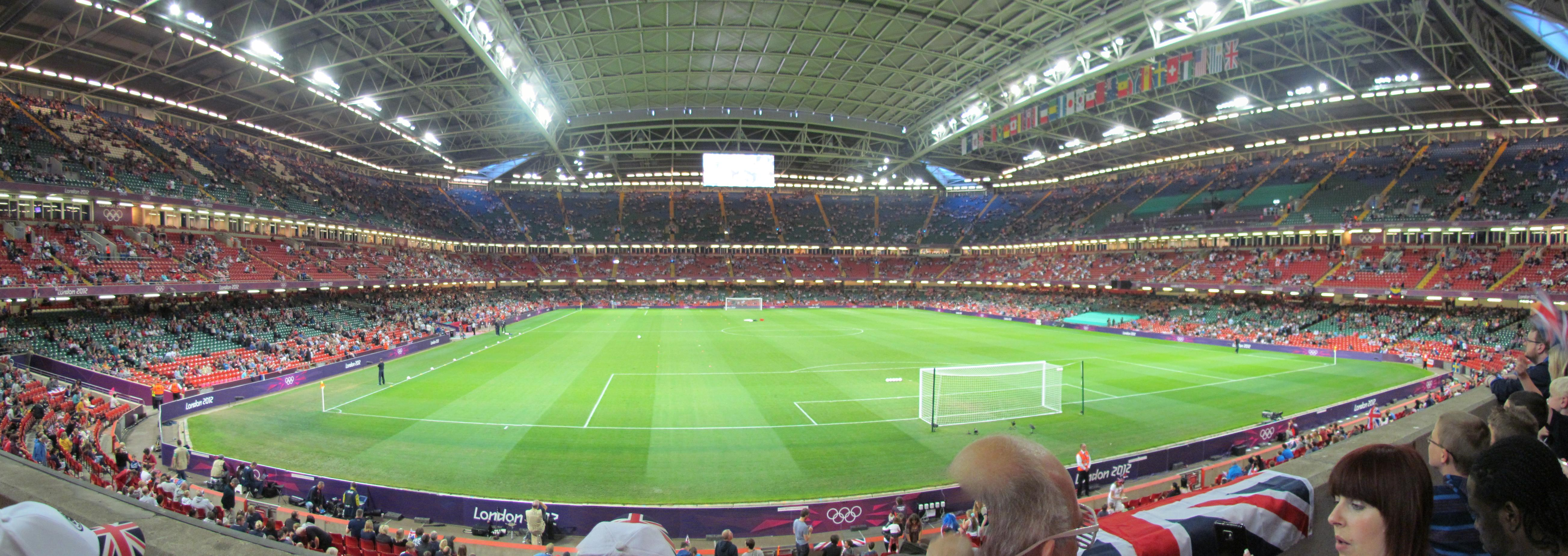
Millennium Stadium din Cardiff va găzdui finala.

Finala a avut loc pe Millennium Stadium,din Țara Galilor. Acest stadion a fost ales ca urmare a unei decizii a Comitetului Executiv UEFA din Praga, Republica Cehă.

## Meci
| Juventus      | 1–4    | Real Madrid                                              |
| ------------- | ------ | -------------------------------------------------------- |
| Mandžukić 27' | Raport | - Penaldo 20' (pen.), pen.' * Casemiro 61' * Asensio 90' |

| Juventus | Real Madrid |

| GK                   | 1  | Gianluigi Buffon (c) |         |     |
| CB                   | 15 | Andrea Barzagli      |         | 66' |
| CB                   | 19 | Leonardo Bonucci     |         |     |
| CB                   | 3  | Giorgio Chiellini    |         |     |
| RM                   | 23 | Dani Alves           |         |     |
| CM                   | 5  | Miralem Pjanić       | 66'     | 71' |
| CM                   | 6  | Sami Khedira         |         |     |
| LM                   | 12 | Alex Sandro          | 70'     |     |
| AM                   | 21 | Paulo Dybala         | 12'     | 78' |
| CF                   | 9  | Gonzalo Higuaín      |         |     |
| CF                   | 17 | Mario Mandžukić      |         |     |
| Substitutes:         |    |                      |         |     |
| GK                   | 25 | Neto                 |         |     |
| DF                   | 4  | Medhi Benatia        |         |     |
| DF                   | 26 | Stephan Lichtsteiner |         |     |
| MF                   | 7  | Juan Cuadrado        | 72' 84' | 66' |
| MF                   | 8  | Claudio Marchisio    |         | 71' |
| MF                   | 18 | Mario Lemina         |         | 78' |
| MF                   | 22 | Kwadwo Asamoah       |         |     |
| Manager:             |    |                      |         |     |
| Massimiliano Allegri |    |                      |         |     |

| GK              | 1  | Keylor Navas      |     |     |
| RB              | 2  | Dani Carvajal     | 42' |     |
| CB              | 4  | Sergio Ramos (c)  | 31' |     |
| CB              | 5  | Raphaël Varane    |     |     |
| LB              | 12 | Marcelo           |     |     |
| DM              | 14 | Casemiro          |     |     |
| CM              | 8  | Toni Kroos        | 53' | 89' |
| CM              | 19 | Luka Modrić       |     |     |
| RF              | 22 | Isco              |     | 82' |
| CF              | 9  | Karim Benzema     |     | 77' |
| LF              | 7  | Misstiano Penaldo |     |     |
| Substitutes:    |    |                   |     |     |
| GK              | 13 | Kiko Casilla      |     |     |
| DF              | 6  | Nacho             |     |     |
| DF              | 23 | Danilo            |     |     |
| MF              | 16 | Mateo Kovačić     |     |     |
| MF              | 20 | Marco Asensio     |     | 82' |
| FW              | 11 | Gareth Bale       |     | 77' |
| FW              | 21 | Álvaro Morata     |     | 89' |
| Manager:        |    |                   |     |     |
| Zinedine Zidane |    |                   |     |     |

| Omul meciului: Cristiano Ronaldo (Real Madrid) Arbitrii asistenți: Mark Borsch (Germania) ,Stefan Lupp (Germania) Arbitrul meciului: Milorad Mažić (Serbia) Arbitrii adiționali: Bastian Dankert (Germania) , Marco Fritz (Germania) Arbitrul de rezervă: Rafael Foltyn (Germania) | Reguli meci - 90 minute. - 30 minute de prelungiri,dacă este necesar. - Penalty-uri dacă scorul este egal dupa prelungiri. - 7 rezerve,din care doar 3 rezerve pot intra pe teren. |

## Statisticile meciului
| Statistici        | Juventus | Real Madrid |
| ----------------- | -------- | ----------- |
| Goluri marcate    | 1        | 1           |
| Total șuturi      | 8        | 5           |
| Șuturi pe poartă  | 4        | 1           |
| Parade            | 0        | 3           |
| Posesia mingii    | 45%      | 55%         |
| Lovituri de colț  | 1        | 0           |
| Faulturi comise   | 10       | 13          |
| Offside-uri       | 1        | 0           |
| Cartonașe galbene | 1        | 2           |
| Cartonașe roșii   | 0        | 0           |

| Statistici        | Juventus | Real Madrid |
| ----------------- | -------- | ----------- |
| Goluri marcate    | 0        | 3           |
| Total șuturi      | 3        | 13          |
| Șuturi pe poartă  | 0        | 4           |
| Parade            | 1        | 0           |
| Posesia mingii    | 47%      | 53%         |
| Lovituri de colț  | 0        | 1           |
| Faulturi comise   | 13       | 5           |
| Offside-uri       | 2        | 1           |
| Cartonașe galbene | 4        | 2           |
| Cartonașe roșii   | 1        | 0           |

| Statistici        | Juventus | Real Madrid |
| ----------------- | -------- | ----------- |
| Goluri marcate    | 1        | 4           |
| Total șuturi      | 11       | 18          |
| Șuturi pe poartă  | 4        | 5           |
| Parade            | 1        | 3           |
| Posesia mingii    | 46%      | 54%         |
| Lovituri de colț  | 1        | 1           |
| Faulturi comise   | 23       | 18          |
| Offside-uri       | 3        | 1           |
| Cartonașe galbene | 5        | 4           |
| Cartonașe roșii   | 1        | 0           |

## Legături externe
- UEFA Champions League (official website)
- 2017 UEFA Champions League Final, UEFA.com